# 毛里城 (新墨西哥州)
毛里城（英語：Mowry City）是位於美國新墨西哥州盧納縣的鬼鎮。

## 地理
毛里城所處的海拔為高於海平面1744米（即5722英呎），而該地所採用的時區為UTC-7，即北美山地时区（MST）。同時該地設有夏令時間，為UTC-7調快一小時，即UTC-6（MDT）。